# Only (Nine Inch Nails)
Only (conosciuto anche come Halo 20) è un singolo dei Nine Inch Nails, pubblicato il 25 luglio 2005. Only è la ventesima pubblicazione ufficiale dei NIN e il secondo singolo estratto da With Teeth. Ha raggiunto la prima posizione nella classifica Billboard Modern Rock, dove è rimasto per sette settimane.
Esiste anche un video per la canzone, diretto da David Fincher.

## Il singolo
Così come il precedente singolo The Hand That Feeds Only fu pubblicato solamente in Europa su più tipi di formato (CD, DVD, 9" e 12"). L'unica edizione pubblicata negli Stati Uniti è stata quella in vinile, contenente remix ad opera di Richard X and El-P.

## Tracce

### Track listing

#### Promo
- Interscope Records INTR-11468-2 - CD

1. "Only" [(Radio Edit)] – 4:01"

### CD: Island / CID903 (UK)
1. "Only" – 4:24
2. "The Hand That Feeds" (The DFA Remix) – 9:01
3. "Love is Not Enough" (Live at Rehearsals) – 3:50
4. "Only" (Music Video) – 4:27

### DVD: Island / CIDV903 (UK)
1. "Only" – 4:24
2. "Love is Not Enough" (Live at Rehearsals) – 3:50
3. "Only" (Music Video) – 4:27

### 9": Island / 9IS903 (UK)
1. "Only" – 4:24
2. "The Hand That Feeds" (The DFA Remix) – 9:01

#### 12" Vinyl & Promo CD
- Interscope Records B0005465-11 - 12" vinyl with remixes

1. "Only" (Richard X Remix) – 7:24
2. "Only" (El-P Remix) – 4:21
3. "Only" (Richard X Dub) – 7:51
4. "Only" (Richard X Edit) – 3:46
5. "Only" (El-P Instrumental) – 4:21